# فيليب دي فرانكو
فيليب دي فرانكو (بالإنجليزية Philip "Phil" DeFranco) ويعرف أيضاً باسم فيلي دي (بالإنجليزية PhillyD) أو باسم الشهرة في يوتيوب سكسي فيل (sxephil) هو أحد مشاهير موقع يوتيوب، يقدم برنامج يطرح فيه وجهة نظره حول الأحداث السياسية وأخبار المشاهير حول العالم بطريقة ساخرة. يفوق عدد المشاهدات لمجموع حلقات برنامجه المليار مشاهده وهناك أكثر من 2,2 مليون مشترك لقناته في يوتيوب حيث تحتل قناته المركز الخامس عشر من حيث عدد المشتركين وفقاً لإحصائيات شهر ديسمبر 2011. بدأ فيليب مسيرته في يوتيوب عام 2006 ويملك الآن قناتين آخرتين هما PhilipDeFranco وSourceFed.

## وصلات خارجية
- فيليب دي فرانكو على موقع IMDb (الإنجليزية)
- فيليب دي فرانكو على موقع قاعدة بيانات الفيلم (الإنجليزية)
- الموقع الرسمي لفيليب دي فرانكو